# Abluções no Judaísmo

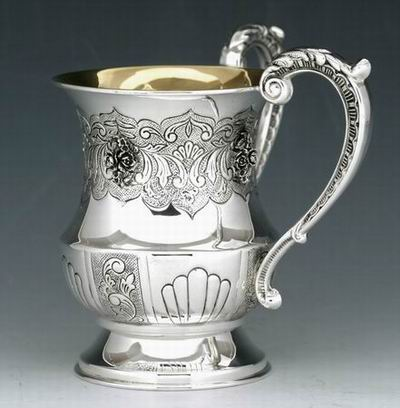
Uma taça de prata utilizada para o Netilat yadiyim, por [http://hadadbros.com Hadad Silver

O ritual de lavagem, ou ablução, toma duas formas no judaísmo: tevilá(טְבִילָה), imersão completa do corpo em um micvê, e netilat yadayim, lavagem das mãos com um copo. Os primeiros registros escritos para estas práticas são encontrados na Bíblia hebraica e são elaborados na Mishná e no Talmude. Eles foram codificados em vários códigos da lei e da tradição judaica, como na Mishné Torá de Maimonides (século XII) e no Shulkhan Arukh de Yosef Karo (século XVI). Esses costumes são mais comumente observados no Judaísmo ortodoxo. No judaísmo conservador, as práticas são normativas com certas exceções e menos rigorosas. A ablução geralmente não é realizada no judaísmo reformista.

## Fundamento
Os estudiosos religiosos tradicionais e seculares concordam que a ablução no judaísmo foi derivada dos rabinos do Talmude de um conjunto mais extenso de ablução e praticas de purificação praticados na época do Templo em Jerusalém, baseado em vários versos da bíblia hebraica e tradições repassadas. Entretanto, há discordância sobre as origens e significados dessas práticas. Este artigo descreve primeiramente estas práticas como elas são praticadas no judaísmo tradicional contemporâneo e então discute várias perspectivas alternativas sobre sua natureza, origem e significado.

## Princípios

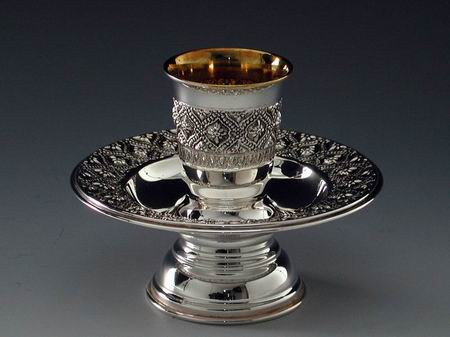
Um conjunto de prata para o Mayim Acharonim, por [http://hadadbros.com Hadad Silver

O judaísmo tradicional requer certos tipos de abluções. Alguns desses tipos não requerem um ritual com água específica (e podem ser feitos com água da torneira):
1. Netilat Yadayim Shacharit ("Erguer [após a ablução] as mãos para a manhã"), ao se levantar pela manhã após uma noite inteira de sono, ou mesmo após uma soneca, há o costume de praticar a ablução derramando um copo com água sobre cada dedo, alternando três vezes. No costume de algumas comunidades, também é feito sem uma benção após a relação sexual ou outro tipo de emissão de sêmen.
2. Netilat yadayim La'Pat ("Erguer [após a ablução] as mãos para o pão") que é feito com uma benção, antes de comer qualquer pão com uma refeição, e feito sem uma benção, após tocar um objeto tamei (ritualmente impuro), tais como as partes íntimas, sapatos de couro, um inseto ou animal, ou após uma visita a um cemitério.
3. Mayim acharonim ("pós-águas") uma lei ou costume de ablução dos dedos após uma refeição, para proteger-se de tocar os olhos com resíduos tóxicos.